# Études de l'Asie de l'Est
Les Études de l'Asie de l'Est (en anglais : East Asian Studies) sont un domaine d'enseignement et de recherche multidisciplinaire principalement dispensé dans les universités afin de construire et favoriser une compréhension globale et humaniste de la région en étudiant son passé et son présent. 
Les Études de l'Asie de l'Est s'inscrivent dans un vaste domaine d'études régionales et ont également une dimension interdisciplinaire lorsqu'elles intègrent entre autres des éléments des sciences sociales (anthropologie, économie, sociologie, politique, etc.) et des humanités (littérature, histoire, cinéma, etc.). Le champ de recherche couvert par ce domaine d'étude encourage les chercheurs de diverses disciplines à un échange d'idées et d'expérience en ce qui concerne l'Asie de l'Est dans le monde. En outre, le champ d'étude encourage les chercheurs expérimentés à éduquer les générations suivantes de façon à développer une meilleure compréhension et appréciation de l'Asie de l'Est en respectant, par conséquent, l'intégration pacifique de l'homme dans le monde entier.
Dans les universités américaines, les départements d'Études de l'Asie de l'Est sont souvent associés aux enseignements de "langues,  civilisations et cultures de l'Asie de l'Est", en raison du rôle central de l'apprentissage des langues et des enseignements socioculturels dans ces études au niveau de la Licence. Ce type de programme est comparable aux programmes de Langue littérature et civilisation étrangère offerts par les universités en France. 

## Controverse
À partir de la guerre du Viêt Nam, les Études de l'Asie de l'Est furent critiquées pour leur manque d'engagement critique vis-à-vis de l'action du gouvernement américain en soulignant le manque d'empathie avec les victimes de la guerre et le cynisme moral des spécialistes en Études de l'Asie de l'Est à l'abri dans leur tour d'ivoire universitaire. 
Une autre critique s'appuie sur le livre d'Edward Saïd en développant le problème de l'orientalisme. 

## Formation
Afin de répondre à une demande croissante de formations en études asiatiques, un nombre croissant d'universités francophones met peu à peu en place des programmes de Licence et/ou Master voire Doctorat en Études de l'Asie de l'Est. La qualité et la diversité des programmes peuvent varier grandement, notamment en fonction de ce que recherche les étudiants potentiels, à savoir entre un programme d'étude "classique" (sinologique, philologique) ou bien une formation davantage axée sur l'Asie de l'Est contemporaine en se basant sur des approches et des outils issus davantage des sciences sociales que des humanités: 
En France
- Paris Cité, UFR Langues et Civilisations de l'Asie Orientale (LCAO)[1]
- INALCO, offre divers cursus en langues et cultures asiatiques[2]
- Lyon 3[3], sous la direction de Gregory B. Lee
- ENS/CNRS de Lyon 2[4]
- Toulouse 2 (section de Japonais) [5]

En Suisse
- Université de Genève[6]

Au Canada
- Université de Montréal[7]

En Autriche
- Université de Vienne[8]

En Espagne
- Université autonome de Barcelone
- Université autonome de Madrid
- Université de Salamanca
- Université de Séville[9]
- Université de Malaga[10]

Recherche et programmes de deuxième et troisième cycles sur l'Asie de l'Est
- A l'EHESS, L'UMR 8173 Chine, Corée, Japon[11]
- Au Centre d'études et de recherches internationales (CERI, Sciences Po Paris), quelques spécialistes de l'Asie de l'Est occupent des postes de directeur de recherche (par exemple sur la Chine contemporaine: Jean-Philippe Béja, François Godement, Jean-Louis Rocca ou Françoise Mengin.
- Au Centre de recherche sur les civilisations de l'Asie orientale (CRCAO, UMR8155, CNRS, Université Paris Cité, EPHE, Collège de France)